# كأس العراق 1995–96
فاز بهذه النسخة من بطولة لكأس العراق نادي الزوراء بعد فوزه في المباراة النهائية على نادي الشرطة بنتيجة (2-1). سجل هدفي الزوراء اللاعب حسام فوزي.